# Concistori di papa Lucio III

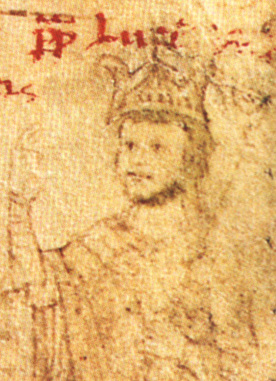
Papa Lucio III

Questa voce raccoglie l'elenco completo dei concistori per la creazione di nuovi cardinali presieduti da papa Lucio III, con l'indicazione di tutti i cardinali creati su cui si hanno informazioni documentarie (17 nuovi cardinali in 5 concistori). I nomi sono posti in ordine di creazione.

## Dicembre 1181 (I)
- Pedro de Cardona, arcivescovo di Toledo (Spagna); creato cardinale presbitero di San Lorenzo in Damaso (morto nel giugno 1183)

## Inizio 1182 (II)
- Uberto Allucingoli, nipote di Sua Santità; creato cardinale presbitero di San Lorenzo in Damaso (morto prima del 1185)
- Ugo Etherianus, creato cardinale diacono di Sant'Angelo in Pescheria (morto nel dicembre 1182)

## Metà 1182 (III)
- Andrea Boboni, creato cardinale diacono di Sant'Angelo in Pescheria (morto ca. 1190)
- Ottaviano, creato cardinale diacono dei Santi Sergio e Bacco (morto nell'aprile 1206)
- Gerardo, creato cardinale diacono di Sant'Adriano al Foro (morto nella seconda metà del 1208)
- Soffredo, creato cardinale diacono di Santa Maria in Via Lata (morto nel dicembre 1210)
- Albino da Milano, Can.Reg. S. Maria di Crescenziano; creato cardinale diacono di Santa Maria Nuova (morto ca. 1197)

## Dicembre 1182 (IV)
- Pandolfo Masca, creato cardinale presbitero dei Santi XII Apostoli (morto nel 1201)

## 6 marzo 1185 (V)
- Melior, creato cardinale presbitero dei Santi Giovanni e Paolo (morto tra luglio 1197 e maggio 1198)
- Adelardo Cattaneo, canonico capitolare della Cattedrale di Verona; creato cardinale presbitero di San Marcello (morto nell'agosto 1225)
- Raniero, creato cardinale presbitero (titolo ignoto)
- Simeone Paltinieri, creato cardinale presbitero (titolo ignoto) (morto nel 1200)
- Giovanni, creato cardinale presbitero di San Marco (titolo conferito nel 1186)
- Rolando, O.S.B., vescovo di Dol (Bretagna); creato cardinale diacono di Santa Maria in Portico Octaviae (morto nel marzo 1188)
- Pietro Diana, prevosto di Sant'Antonino (Piacenza); creato cardinale diacono di San Nicola in Carcere (morto nel 1208)
- Ridolfo Nigelli, creato cardinale diacono di San Giorgio in Velabro (morto nel 1189)

## Fonti
- (EN) Current and historical information about the Bishops and Dioceses of the Catholic Hierarchy around the world, su catholic-hierarchy.org.
- (EN) Salvador Miranda, Lucius III, su fiu.edu – The Cardinals of the Holy Roman Church, Florida International University. URL consultato il 27 luglio 2015.